# Lažany (kraj ustecki)
Lažany – mała wieś w Czechach, w Gminie Hrušovany. Znajduje się około 1,5 km na północny wschód od Hrušovan. W 2001 roku było tu 54 mieszkańców.